# Sacarosa de hierro
La sacarosa de hierro, vendida bajo la marca Venofer, es un medicamento que se usa para tratar la anemia por deficiencia de hierro en personas con enfermedad renal crónica. En este grupo funciona mejor que el hierro por vía oral, se administra mediante una inyección gradual en una vena.
Los efectos secundarios más frecuentes son náuseas, diarrea, presión arterial baja, picazón, dolor en las articulaciones e hinchazón; otros efectos secundarios pueden incluir anafilaxia. Puede tener menos efectos secundarios que el hierro dextrano. La sacarosa de hierro reemplaza el hierro en la sangre para fomentar la producción de glóbulos rojos.
El uso médico de la sacarosa de hierro se aprobó en Estados Unidos en el año 2000; sin embargo, se ha utilizado anteriormente en Europa. En el Reino Unido, 100 mg cuestan al NHS unas 10 libras esterlinas a partir de 2021. Esta cantidad en Estados Unidos es de unos 60 USD.